# ألكسندر إيفانوفيتش
ألكسندر إيفانوفيتش (بالصربية: Александар Ивановић)‏ هو لاعب كرة قدم صربي في مركز الوسط، ولد في 20 نوفمبر 1988 في غورنيي ميلانوفاتس في صربيا. لعب مع بريجالنيكا شتيب ‏.

## وصلات خارجية
- ألكسندر إيفانوفيتش على موقع قاعدة بيانات كرة القدم.إي يو (الإنجليزية)
- ألكسندر إيفانوفيتش على موقع Soccerbase.com (لاعب) (الإنجليزية)
- ألكسندر إيفانوفيتش على موقع Soccerway.com (الإنجليزية)